# Cervone, Nîjnohirskîi
Cervone (în ucraineană Червоне) este un sat în comuna Mîtrofanivka din raionul Nîjnohirskîi, Republica Autonomă Crimeea, Ucraina.

## Demografie
Componența lingvistică a localității Cervone
     Rusă (68,19%)
     Ucraineană (23,26%)
     Tătară crimeeană (6,76%)
     Alte limbi (0,99%)
Conform recensământului din 2001, majoritatea populației localității Cervone era vorbitoare de rusă (68,19%), existând în minoritate și vorbitori de ucraineană (23,26%) și tătară crimeeană (6,76%).